# Měrotín
Měrotín är en ort i Tjeckien.   Den ligger i regionen Olomouc, i den östra delen av landet, 190 km öster om huvudstaden Prag. Měrotín ligger 325 meter över havet och antalet invånare är 291.
Terrängen runt Měrotín är platt åt nordost, men åt sydväst är den kuperad. Runt Měrotín är det ganska tätbefolkat, med 75 invånare per kvadratkilometer. Närmaste större samhälle är Uničov, 12,2 km nordost om Měrotín. Trakten runt Měrotín består till största delen av jordbruksmark.